# Leflunomid
Leflunomid je DMARD, koji se koristi za tretiranje umerenog do jakog reumatoidnog artritisa i psorijatičnog artritisa. On je inhibitor sinteze pirimidina.

## Osnovni podaci
Leflunomid je inhibitor sinteze pirimidina. On pripada DMARD klasi lekova (bolest-modifikujući antireumatici), koji su hemijski i farmakološki veoma heterogeni.
Ova supstancu prodaje kompanija Sanofi pod imenom Arava. On je dostupan za oralno doziranje u obliku tableta od 10, 20, ili 100  aktivnog leka. Arava isto tako sadrži neaktivne sastojke, koji mogu da izazovu alergije ili netolerantnosti. Arava je odobrena od strane FDA i u mnogim drugim zemljama (npr., Kanada, Evropa) 1998.

### Mehanizam dejstva
Leflunomid je imunomodulatorni lek koji inhibira mitohondrijski enzim dihidroorotat dehidrogenazu (ovaj enzim učestvuje u de novo sintezi pirimidina) (skraćeno DHODH). DHODH ima ključnu ulogu u sintezi pirimidinskog ribonukleotida uridin monofosfata (rUMP). Inhibicija ljudskog DHODH putem A77 1726, aktivnog metabolita leflunomida, se odvija pri nivoima (od oko 600 nM) koji se postižu tokom tretmana reumatoidnog artritisa (RA). Leflunomid sprečava ekspanziju aktiviranih i autoimunih limfocita putem ometanja progresije ćelijskog ciklusa nelimfoidnih čelija. Antiproliferativno dejstvo leflunomida je dokazano. Pored toga, nekoliko eksperimentalnih modela (in vivo i in vitro) je demonstriralo njegova antiinflamatorna svojstva. Ovo dvostruko dejstvo usporava razvoj bolesti i uzrokuje remisiju/olakđavanje simptoma reumatoidnog artritisa i psorijatičkog artritisa, kao što su bol i umanjena pokretnost zglobova.

### Farmakokinetika
Arava tablete su 80% bioraspoložive. Koadministracija sa jelom koje ima visok sadržaj masnoće nema značajanog uticaja na nivoe aktivnog metabolita teriflunomida u plazmi. Nakon oralnog doziranja, leflunomid se metaboliše do teriflunomida, koji je odgovoran za aktivnost leka in vivo. Ispitivanja farmakokinetike leflunomida prvenstveno prate koncentraciju teriflunomida u plazmi. Nepromenjeni nivoi leflunomida u plazmi su povremeno zapaženi, mada je to slučaj uglavnom pri niskim nivoima. Neki od manjih metabolita su isto tako uočeni, ali oni ne doprinose korisnom dejstvu leka. Teriflunomid se metaboliše u jetri na citosolnim i mikrozomalnim mestima i dalje se izlučuje renalnim ili bilijarnim putem.

## Spoljašnje veze
|  | Molimo Vas, obratite pažnju na važno upozorenje u vezi sa temama iz oblasti medicine (zdravlja). |